# Begonia rufa
Begonia rufa, também chamada de azedinha-do-brejo, é uma espécie de  planta do gênero Begonia e da família Begoniaceae.

## Taxonomia
A espécie foi descrita em 1817 por Carl Peter Thunberg.
Os seguintes sinônimos já foram catalogados:
- Begonia galleottii  hort. ex Klotzsch
- Begonia galeottii  hort. ex Klotzsch
- Begonia lobata  Schott
- Begonia velutina  Klotzsch
- Begonia vernicosa  Klotzsch
- Ewaldia ferruginea  Klotzsch
- Ewaldia lobata  (Schott) Klotzsch
- Ewaldia lobulata  (Schott) Klotzsch

## Uso tradicional
É usado na medicina popular como antipirético e antidiarreico.

## Forma de vida
É uma espécie terrícola e subarbustiva.

## Conservação
A espécie faz parte da Lista Vermelha das espécies ameaçadas do estado do Espírito Santo, no sudeste do Brasil. A lista foi publicada em 13 de junho de 2005 por intermédio do decreto estadual nº 1.499-R.

## Distribuição
A espécie é endêmica do Brasil e encontrada nos estados brasileiros de Espírito Santo, Minas Gerais, Rio de Janeiro, São Paulo e Bahia. A espécie é encontrada nos domínios fitogeográficos de Cerrado e Mata Atlântica, em regiões com vegetação de floresta ombrófila pluvial e mata de araucária.